# Mołtowo
Mołtowo – wieś w woj. zachodniopomorskim, w powiecie kołobrzeskim, gminie Gościno, położona na pograniczu Równiny Białogardzkiej i Równiny Gryfickiej.
Według danych z 30 czerwca 2014 wieś miała 147 stałych mieszkańców.

## Położenie
Wieś usytuowana jest na skraju charakterystycznej dla tego regionu dość głębokiej i rozległej doliny, dnem której płynie, meandrując, Parsęta. Pod miejscowością przepływa Rów Mołtowski, który uchodzi do Parsęty. Do Morza Bałtyckiego jest w linii prostej 16 km; drogą – ok. 20 km.
Przez miejscowość przebiega droga powiatowa 0257Z Karlino – Gościno.
Około 0,5 km na południe od zabudowy wsi znajduje się wzniesienie Lisia Góra o wysokości 53,7 m n.p.m.

## Zabytki
- park pałacowyRejestr zabytków nieruchomych – województwo zachodniopomorskie [online], Narodowy Instytut Dziedzictwa, 31 stycznia 2025. z początku XIX w., nr rej.: A-1727 z 6.12.1976[4]

inne
- neoklasycystyczny pałac z 1875 roku starej junkierskiej rodziny von Braunschweig, wybudowany na planie prostokąta. W elewacji frontowej ganek, a w ogrodowej pozorny ryzalit z trójkątnym frontonem[5].
- budynek dawnej szkoły.

## Społeczność lokalna
Gmina Gościno utworzyła „Sołectwo Mołtowo”, które obejmuje wsie: Mołtowo oraz Skronie. Rada sołecka, która wspomaga sołtysa może się składać od 3 do 6 członków, a ich liczbę ustala zebranie wiejskie.
Mieszkańcy Sołectwa Mołtowo i Sołectwa Pobłocie Małe wybierają wspólnie 1 z 15 radnych do Rady Gminy w Gościnie.

## Przypisy

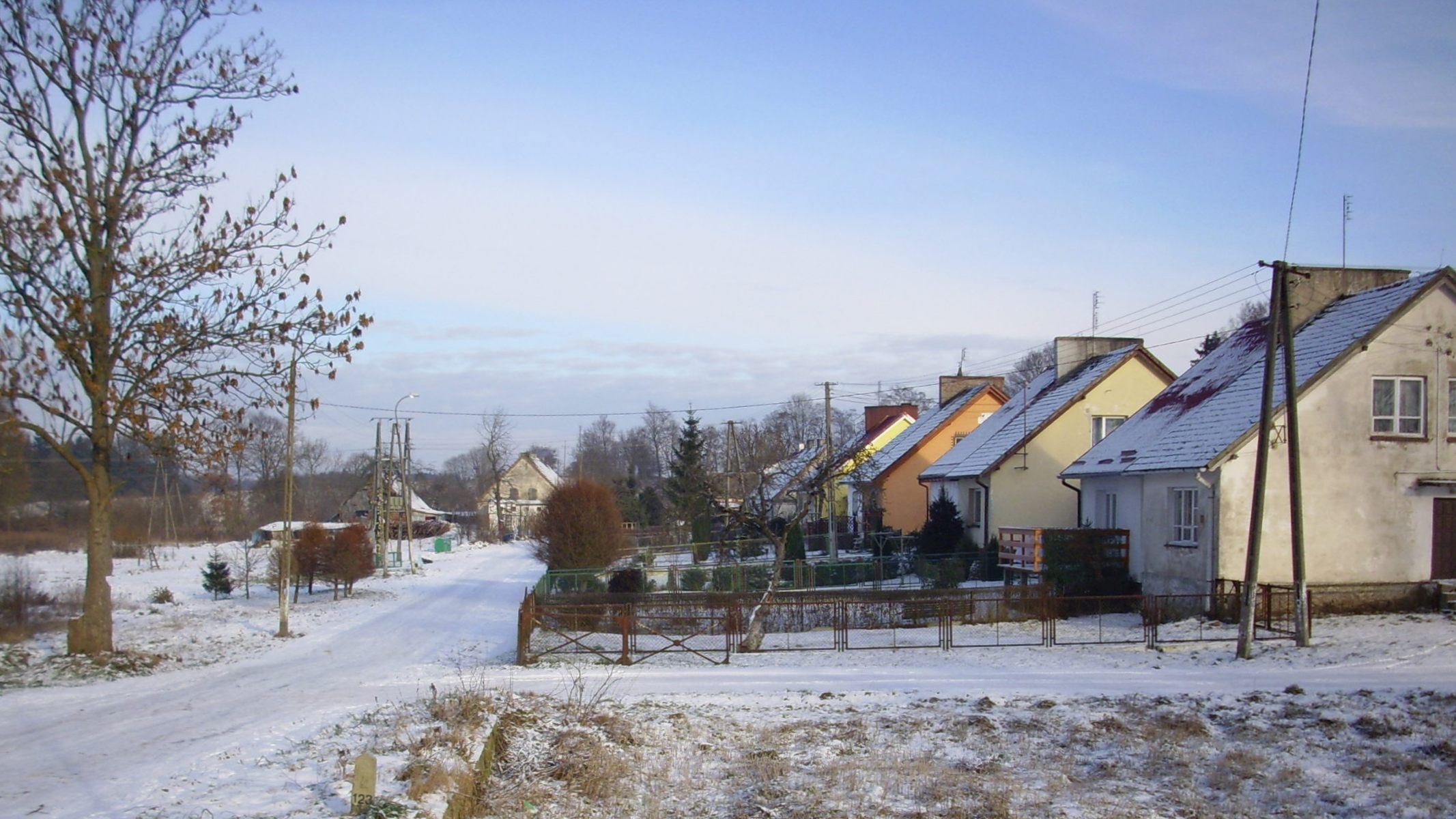
Mołtowo zimą